# Pentapedilum utonaiprimum
Pentapedilum utonaiprimum är en tvåvingeart som beskrevs av Sasa 1988. Pentapedilum utonaiprimum ingår i släktet Pentapedilum och familjen fjädermyggor. Inga underarter finns listade i Catalogue of Life.